# Iubire ca în filme
Iubire ca în filme (en rumano: Un amor como en las películas) es una telenovela rumana producida por Acasă, exhibida entre el 2006 y 2007, protagonizada por Adela Popescu y Dan Bordeianu mientras que en el antagónico tuvo a Catalina Moustache y  Stefana Samfira, adaptación rumana de la telenovela mexicana Como en el cine original de Verónica Suárez adaptada por Ruxandra Ion. 
Es la primera telenovela rumana transmitida por parte de la cadena Más Qué Entretenimiento en Colombia, desde el 22 de enero de 2018 en horario vespertino.

## Trama
Joan, una chica de 23 años que después de la terriblemente muerte de sus padres, Ella tiene que hacerse cargo de su hermana menor Raluca, Raluca ha estado interna desde muy pequeña en un iternado para señoritas de mucho prestigio y costoso, Joan le dice a su hermana que ella trabaja como psicóloga, pero en realidad para obtener dinero Joan trabaja en un bar, donde baila todas las noches. La situación se ve complicada cuando Joan se enamora de Stefan un hombre que quiere alejarse de la influencia de su madre posesiva, pidiéndole ayuda a Joan, pensando que en realidad es una psicóloga. La madre del muchacho quiere casarlo con Adina, una joven de sociedad, pero que a él no le interesa, por lo superficial que es. por otra parte Zuzu, la dueña del bar donde trabaja Joan, bajo la identidad de Ioana, la ayudara a ella y a sus demás amigas a salir adelante, en las buenas y en las malas, aunque en aquel lugar Joan conocerá a una fuerte rival Isabel otra de las bailarinas, la cual le tiene envidia a Joan y hará lo imposible en todo momento por hacerla quedar mal, aliada con Geo, un hombre obsesionado por poseer a Joan.

## Reparto
- Adela Popescu - Ioana "Bella" Ionescu
- Dan Bordeianu - Stefan Varga / Bogdan Varga
- Catalina Mustață - Elvira Varga (Villana)
- Marin Moraru -  Petre Varga
- Stefana Samfira - Adina (Villana)
- Carmen Tanase - Zuzu
- Gheorghe Visu - Nicolae Stoian
- Adina Galupa - Raluca Ionescu
- Rodrica Negrea - Gabriela Stoian
- Mihai Dinvale - Claudiu
- Adriana Schiopu- Constanta
- Florin Zamfirescu - Spiridon
- Maria Ploae - Madre de Bogdan
- Colea Răutu - Padre de Bogdan
- Diana Dimitrescu - Daiana
- Lucian Viziru - Ciprian
- Ilarion Ciobanu - Romeo

## Versiones
- Como en el cine, telenovela mexicana original producida por TV Azteca en 2001, protagonizada por Lorena Rojas y Mauricio Ochmann.

- Pecadora, telenovela venezolana producida por Venevisión International en 2009, protagonizada por Litzy y Eduardo Capetillo.

- UEPA! Un escenario para amar, telenovela mexicana producida por TV Azteca en 2015, protagonizada por Gloria Stalina y Erick Chapa.

- Datos: Q12731174